# ダリア・ノリツィナ
ダリア・ノリツィナ(Daria Noritsina、1996年7月20日 - ）は、ロシアの女子ラグビー選手。

## プロフィール
- ロシア、ペルミ出身[1]。
- ポジションはフルバック(FB)。
- 身長 166cm、体重 65kg

## 略歴
2021年、東京五輪の7人制女子ロシア代表に選ばれた。